# Nikolai Karamzín
Nikolai Karamzín (rus: Николай Михайлович Карамзин)  (Karamzinka, 1 de desembre de 1766 (Julià) - Sant Petersburg, 22 de maig de 1826 (Julià)), nom complet amb patronímic Nikolai Mikhàilovitx Karamzín, rus: Никола́й Миха́йлович Карамзи́н, fou un escriptor rus, poeta, historiador, i crític. Se'l recorda millor per la seva Història de l'Imperi Rus, una història nacional de 12 volums que imita les obres d'Edward Gibbon.

## Biografia
Karamzin va néixer al petit poble de Mikhailovka (l'actual poble Karamzinka de l'óblast d'Uliànovsk, Rússia) prop d'Uliànovsk a la finca de la família Znamenskoie. Existeix una altra versió que afirma que va néixer l'any 1765 al poble de Mikhailovka de la governació d'Orenburg (l'actual poble de Preobrazhenka de l'óblast d'Orenburg, Rússia) on el seu pare va servir, i els darrers anys els historiadors d'Orenburg han estat disputant activament la versió oficial. El seu pare Mikhail Yegorovich Karamzin (1724—1783) era un kapitan retirat de l'Exèrcit Imperial Rus que pertanyia a la família noble russa de recursos modestos fundada per Semyon Karamzin el 1606. Durant molts anys, els seus membres havien servit a Nijni Nóvgorod com a oficials i oficials d'alt rang abans que l'avi de Nikolai, Yegor Karamzin, es traslladés a Simbirsk amb la seva dona Ekaterina Aksakova de l'antiga dinastia Aksakov relacionada amb Serguei Aksàkov. Segons Nikolai Karamzin, el seu cognom deriva de Karamirza, un tàtar batejat i el seu primer avantpassat conegut que va arribar a Moscou per servir sota el domini rus. No van deixar constància d'ell. El primer Karamzin documentat va viure ja el 1534.
La seva mare Ekaterina Petrovna Karamzina (de soltera Pazukhina) també provenia d'una família noble russa d'ingressos moderats fundada el 1620 quan Ivan Demidovitx Pazukhin, un oficial de llarga trajectòria, va rebre terres i un títol pel seu servei durant la Guerra russo-polonesa (1605-1618). Els seus dos fills van fundar dues branques familiars: una a Kostromà i una a Simbirsk a les quals pertanyia Ekaterina Karamzina. El seu pare Peter Pazukhin també va fer una carrera militar brillant i va passar de Praporshchik a Coronel; havia estat servint al regiment d'infanteria de Simbirsk des de 1733. Pel que fa a la llegenda familiar, la dinastia va ser fundada per Fiódor Pazukh de la szlachta lituana que va deixar Mstislavl el 1496 per servir sota el comandament d'Ivan III de Rússia. Ekaterina Petrovna va néixer entre 1730 i 1735 i va morir el 1769 quan Nikolai només tenia més de 2 anys. El 1770 Mikhail Karamzin es va casar per segona vegada amb Evdokia Gabrilovna Dmitrieva (1724—1783), que es va convertir en la madrastra de Nikolai. Tenia tres germans - Vasily, Fiodor i Ekaterina - i dos germans agnats.
Se l'envià a Moscou per estudiar amb el mestre suís-alemany Johann Matthias Schaden; més tard se n'anà a Sant Petersburg, on conegué Ivan Dmítriev, un poeta rus de cert mèrit, i s'ocupà amb la traducció d'assaigs d'escriptors estranger a la seva llengua nativa. Després de residir una temporada a Sant Petersburg se n'anà a Simbirsk, on visqué en un estat de retir fins que va decidir de tornar a visitar Moscou. Allà, en trobar-se enmig de la societat d'homes il·lustrats, reprengué altre cop l'activitat literària.
El 1789 decidí de viatjar, i visità Alemanya, França, Suïssa i Anglaterra. En el seu retorn publicà el seu llibre Cartes d'un viatger rus, el qual va obtenir un gran èxit. Aquestes cartes, fetes a imatge i semblança de les del poeta anglès Laurence Sterne, (1713 - 1768) Viatge Sentimental, van ser primer impreses al Diari de Moscou, on ell publicava, però més endavant se'n va fer un recull i van sortir en sis volums (1797-1801).
El 1794, Karamzin va abandonar la seva revista literària i va publicar una miscel·lània en dos volums titulada Aglaia, en la qual apareixien, entre altres contes, L'illa de Bornholm i Ilya Muromets, essent la primera una de les primeres novel·les gòtiques russes i la segona, un relat basat en les aventures del conegut heroi de moltes llegendes russes. De 1797 a 1799, va publicar una altra miscel·lània o almanac poètic, Les Aònides, juntament amb Derjavin i Dmitriev. El 1798 va compilar El Panteó, una col·lecció de peces de les obres dels més celebrats autors antics i moderns, traduïdes al rus. Moltes de les seves produccions més lleugeres van ser posteriorment impreses per ell en un volum titulat My Trifles. Admirat per Aleksandr Puixkin i Vladímir Nabókov, l'estil dels seus escrits és elegant i fluid, modelat a partir de les frases fàcils dels prosistes francesos més que dels llargs paràgrafs periòdics de l'antiga escola eslava. Karamzin també va promoure un estil d'escriptura més femení. El seu exemple va resultar beneficiós per a la creació d'una llengua literària russa, una contribució important per a la història de la literatura russa.
Al mateix periòdic Karamzín també publicà traduccions de francès i algunes històries originals, incloent-hi Pobre Liza i Natàlia, la filla del boiar (els dos el 1792). Aquestes històries presentaren als lectors russos el sentimentalisme, i Karamzín va ser aclamat com a l'Sterne rus.
Quan l'emperador Alexandre va conèixer la causa de la seva jubilació, Karamzin va ser convidat a Tver, on va llegir a l'emperador els vuit primers volums de la seva història. Va ser un ferm partidari de les polítiques antipoloneses de l'Imperi Rus, i va expressar l'esperança que «no hi hauria Polònia sota cap forma o nom». El 1816 es va traslladar a Sant Petersburg, on va passar els dies més feliços de la seva vida, gaudint del favor d'Alexandre I i lliurant-li els fulls de la seva gran obra, que l'emperador va llegir amb ell als jardins del palau de Tsàrskoie Seló.

## Karamzín com a escriptor
El 1794 Karamzín abandonà el seu diari literari i publicava una miscel·lània en dos volums titulada Aglaia, en la qual apareixia, entre altres històries L'Illa de Bornholm i Ilya Muromets, aquest darrer una història basat sobre les aventures del conegut heroi de moltes llegendes russes. Des de 1797 a 1799 publicava una altra miscel·lània o almanac poètic, L'Aonides, conjuntament amb Derjavin i Dmítriev. El 1798 compilava El Panteó, una col·lecció de peces de les obres dels autors més famoses, tant antics com moderns, traduïts a rus. Moltes de les seves produccions més lleugeres foren posteriorment impreses per ell en un volum titulat Les meves foteses. Admirat per Aleksandr Puixkin i Vladímir Nabokov, l'estil dels seus escrits és elegant i fluint; en ells imitava les frases fàcils dels prosistes francesos més que els paràgrafs periòdics llargs de la vella escola eslavónica.
En 1802 i 1803 Karamzín edità el diari el Missatger Europeu (Vestnik Evropy). No fou fins després de la publicació d'aquest treball que s'adonà d'on era la seva força, i començà els seus 12 volums de la Història de l'Estat Rus. Per poder acomplir la tasca, s'aïllà durant dos anys a Simbirsk, la ciutat de riu de Volga on Vladímir Ilitx Uliànov, àlies Lenin, (1870 - 1924), va néixer. Aquesta ciutat va ser coneguda llavors, després de Lenin, i durant prop de 60 anys, amb el nom d'Uliànovsk, mentre que Sant Petersburg es convertia en Leningrad fins al voltant de 1990.
Quan l'emperador Alexandre s'assabentà de la causa de la seva retirada, Karamzín va ser convidat a Tver, on llegí els primers vuit volums de la seva història a l'emperador. Era un fort seguidor de les polítiques antipoloneses de l'Imperi Rus, i expressava l'esperança que no hi hauria cap Polònia sota cap forma o nom
El 1816 se'n tornà a Sant Petersburg, on passà els dies més feliços de la seva vida, gaudint del favor d'Alexandre I, el qual llegia, de dalt a baix, els fulls del seu gran treball, als jardins del palau de Tsàrskoie Seló.
No visqué, tanmateix, per dur a terme la seva tasca més enllà de l'onzè volum; l'acabà amb l'ascens al tron de Miquel Romànov el 1613. Morí el 22 de maig (segons el calendari antic) de 1826, al Palau de Tauride. S'erigí un monument en la seva memòria a Simbirsk el 1845.

## Karamzín com a historiador

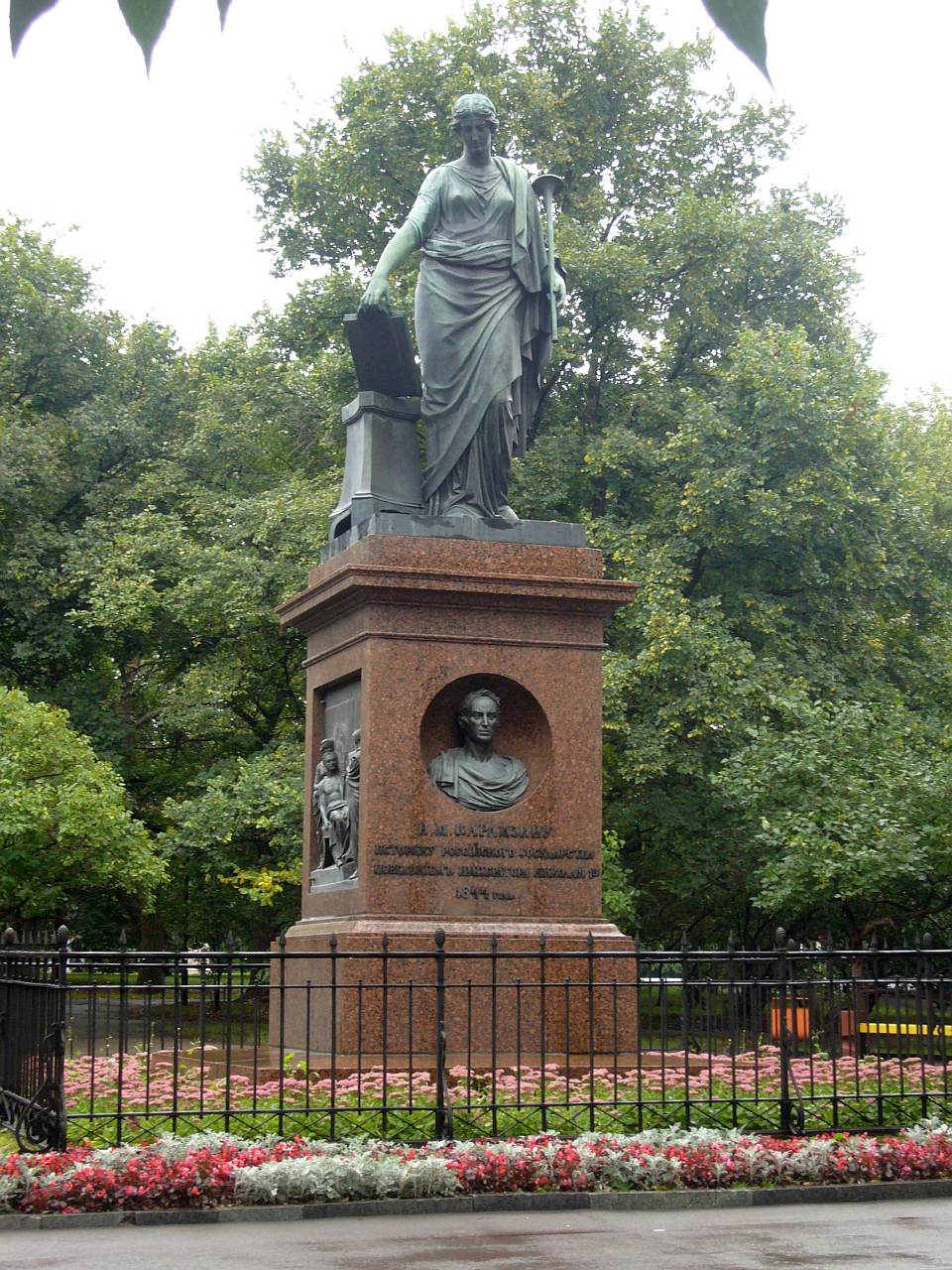
Monument de Karamzín a Simbirsk.

Karamzín escrigué obertament com el panegirista de l'autocràcia; en efecte, el seu treball ha estat descrit com l'èpica del despotisme, i considerava Ivan III com l'arquitecte de la grandesa russa, una glòria que havia assignat abans (potser mentre es trobava més sota la influència d'idees occidentals) a Pere el Gran. (Les accions d'Ivan el Terrible es descriuen amb fàstic, tanmateix.)
En les descripcions de les batalles demostra poders considerables de descripció, i els caràcters de molts dels personatges principals als annals russos es dibuixen en línies fermes i atrevides. Com a crític Karamzín fou de gran servei al seu país; de fet se'l pot considerar com el fundador de la revisió i assaig (en l'estil occidental) entre els russos.
De la mateixa manera, Karamzín es considera de vegades com el pare fundador del conservadorisme rus. A nomenar-lo un historiador estatal, Alexandre en gran manera valorava el consell de Karamzín en temes polítics. la seva visió conservadora s'exposava clarament dins La Memòria a la Vella i Nova Rússia, escrit per a Alexandre I el 1812. Aquest atac mordaç contra les reformes proposades per Mikhaïl Speranski li va suposar convertir-se en una pedra angular de la ideologia oficial de Rússia imperial durant els anys que havien de venir.

## Com a lingüista i filòleg
Se li atribueix a Karamzin haver introduït la lletra Ë/ë a l'alfabet rus un temps després de 1795. Abans s'havia utilitzat la simple E/e, tot i que també hi havia una forma rara modelada després de la lletra existent Ю/ю. Tinguis en compte que Ë/ë no és una lletra obligatòria i que l'E/e senzilla encara s'utilitza sovint en llibres que no siguin diccionaris i manuals per a escolars.

## Llegat
Diversos llocs de Rússia van rebre el nom de l'escriptor:
- poble de Karamzina (actualment forma part d’Uliànovsk);
- Proyezd Karamzina (una carretera a Moscou);
- carrer Nikolai Karamzin (un carrer de Kaliningrad, Krasnoiarsk, Mayna, óblast d'Uliànovsk);
- Es va construir un monument en honor de Nikolay Karamzin a Uliànovsk;
- Un altre monument es va construir en honor de Nikolai Karamzin al Museu-Estat d'Ostafyevo prop de la carretera de circumval·lació de Moscou.
- A Nóvgorod el monument Mil·lenni de Rússia, que mostra 129 estàtues de les persones més destacades de la història russa (el 1862), inclou una estàtua de Nikolay Karamzin;
- La Biblioteca Pública de Karamzin a Uliànovsk, creada en honor al famós paisà, es va obrir als lectors el 18 d'abril de 1848;
- El 2016, el Dvorets knigi (rus Дворец книги, una traducció propera - Palau del Llibre) - la Biblioteca Científica Regional de l'Estat d'Uliànovsk amb el suport del Ministeri d'Art i Política Cultural de la Regió d'Uliànov, la branca d'Uliànov de la Unió d'Escriptors Russos i la revista literària "Simbirsk" (rus Симбирскъ) va organitzar un concurs literari obert «Tebe, nash dobriy, chistiy geniy...»[19] (rus « Тебе, наш добрый, чистый гений To… », una traducció propera - To…, geni pur..), dedicat al 250 aniversari del naixement de Nikolai Mikhailovich Karamzin. Per a aquest concurs només es van acceptar poemes sobre Karamzin i poemes basats en les seves obres.

El 2016, amb motiu del 250è aniversari de l'escriptor, el Banc Central de Rússia va emetre una moneda de plata de 2 rubles a la sèrie "Personatge destacat de Rússia": NM Karamzin, escriptor.
Es van emetre dos segells commemoratius que representaven a NM Karamzin: el 1991 a l'URSS com a part de la sèrie de segells d'Historiadors russos, el valor nominal de 10 kopeks russos, i el 2016 com a part de la sèrie de segells d'historiadors russos destacats, valor nominal de 25 rubles russos.

## Obres seleccionades

### Prosa

#### Ficció
- Evgueni i Iúlia (rus: Евгений и Юлия)(1789)
- Bédnaia Liza (Бедная Лиза) (1792)
- Natàlia, boiàrskaia dotx (rus: Наталья, боярская дочь) (1792)
- Prekràsnaia tsarevna i stxastlivi karla (rus: Прекрасная царевна и счастливый карла) (1792)
- Óstrov Borngolm (rus: Остров Борнгольм) (1793)
- Afínskaia jizn (rus: Афинская жизнь) (1794)
- Melódor k Filaletu (rus: Мелодор к Филалету) (1794)
- Iúlia (rus: Юлия) (1796)
- Marfa-posadnitsa (rus: Марфа-посадница) (1802)
- Moià ispoved (rus: Моя исповедь)(1802)
- Txuvstvitelni i kholodni (rus: Чувствительный и холодный) (1803)
- Ritsar nàixego vrémeni (rus: Рыцарь нашего времени) (1803)

#### No-ficció
- Pisma rússkogo puteixestvennika (rus: Письма русского путешественника) (1791–92)
- Zapiska o drévnei i nóvoi Rossiï (rus: Записка о древней и новой России)(1811)
- Istória gosudarstva Rossískogo (rus: История государства Российского) (1816–26)

### Poesia
- Darovània (rus: Дарования), (1796)
- Solovei (rus: Соловей), (1796)
- Protei, ili Nesoglàsia stikhotvortsa (rus: Протей, или Несогласия стихотворца),)
- Iego imperatorskomu velítxestvu Aleksandru I, samoderjtsu vserossískomu, na vosxéstvie iego na prestol (rus: Его императорскому величеству Александру I, самодержцу всероссийскому, на восшествие его на престол (1801)
- Gimn gluptsam (rus: Гимн глупцам), (1802)
- K Emílii (rus: К Эмилии) (1802)
- K dobrodeteli (rus: К добродетели), (1802)
- Osvobojdénie Ievropi i slava Aleksandra I (rus: Освобождение Европы и слава Александра I), (1804)